# Opilio tchangi
Opilio tchangi is een hooiwagen uit de familie echte hooiwagens (Phalangiidae).